# Chave na mão
Chave na mão, ou turn key, é uma modalidade de aquisição, pública (licitação) ou privada, na qual o provedor do bem fica obrigado a entregá-lo em condições de uso imediato. As especificações, o preço e o prazo de entrega são definidos no processo de contratação. No Brasil, em aquisições por parte de entes privados e não necessariamente referentes a um bem recém constituído, usa-se o conceito equivalente chamado Porteira Fechada.
O termo Turn Key originalmente era utilizado no setor imobiliário, para descrever uma casa pronta para morar, completa em estrutura decoração e mobiliário.
Da mesma forma, este termo pode ser usado por um fornecedor de empresa para empresa, oferecendo pacotes completos de soluções e serviços.
Também se aplica a empresas que oferecem soluções para um projeto em todas as etapas – consultoria,projeto, infraestrutura, implantação, treinamento, operação, manutenção e reformas utilizando uma única empresa, e dando fim as reclamações e confusões causadas por diversos prestadores em uma só obra.
O cliente contrata os serviços de uma empresa que oferece soluções Turn Key, e recebe o projeto após a sua conclusão pronto e operacional.